# Juan Renau
Juan Renau Berenguer (Valencia, 1913-Valencia, 1990) fue un pintor, ilustrador, cartelista y escritor español.

## Biografía
Nacido en Valencia, Juan Renau fue el hijo menor del artista José Renau Montoro y hermano del pintor y muralista Josep Renau. Cursó estudios de Derecho, Filosofía y Bellas Artes en la Universidad de Valencia y en la escuela de la Real Academia de Bellas Artes de San Carlos respectivamente. Fue profesor de Historia y Geografía y siguió los pasos de la familia como artista, donde destacó como cartelista durante su exilio en México.
Militante comunista, fue miembro de la Federación Universitaria Escolar (FUE), la Unión de Escritores y Artistas Proletarios y de la Alianza de Intelectuales para la Defensa de la Cultura. Conoció a la que fue su compañera el resto de su vida, Elisa Piqueras, durante la campaña en favor de la creación de los Institutos Obreros. Con el golpe de Estado que dio lugar al inicio de la Guerra Civil en España se unió al ejército republicano donde estuvo destinado en el servicio cartográfico en distintos frentes de Andalucía, Madrid y Cataluña. En 1937 participó en la organización del II Congreso Internacional de Escritores para la Defensa de la Cultura.
Al final de la guerra consiguió partir para Francia donde fue internado en el campo de concentración de Argelès-sur-Mer y en el que ya se encontraba su hermano Alejandro y, poco después, Josep.  Allí coincidió con otros artistas e intelectuales como Enrique Climent o el músico Enrique Casal Chapí.
Junto con su compañera pudo viajar a Panamá desde Marsella para ir al exilio en Colombia en 1940, país en el que permaneció hasta 1945 trabajando en publicidad industrial.  Después se trasladaron a México donde permanecerían doce años. En este tiempo pudo desarrollar su trabajo como cartelista para el cine, además de ilustrar algunos libros y fue colaborador habitual en la revista Las Españas.  Elisa y Juan regresaron a España en 1957 y se establecieron en Valencia. Juan consiguió plaza como profesor de dibujo y trabajó en la misma ciudad de Valencia y en Alcoy.
Además de su trabajo como cartelista y pintor, publicó sus memorias Pasos y sombras. Autopsia (1953), ilustró varios libros como El arte y la Biblia (1945) y escribió tres obras sobre técnicas artísticas: Técnica de la pintura, Dibujo técnico y Técnica xerográfica (1946).